# 范潤
范潤（1428年—？），字時澤，浙江寧波府鄞縣人，明朝政治人物。進士出身。

## 生平
浙江鄉試第二十七名。天順八年（1464年）甲申科會試第四十一名，殿試登進士第二甲第三十七名。

## 家族
曾祖范景高。祖父范必顯。父亲范鏞。